# Weit. Die Geschichte von einem Weg um die Welt
Weit. Die Geschichte von einem Weg um die Welt ist ein deutscher Dokumentarfilm von Gwendolin Weisser und Patrick Allgaier. Der Film dokumentiert eine dreieinhalb Jahre andauernde Weltumrundung des Paars. Kinopremiere war am 17. März 2017 im Freiburger Friedrichsbau-Kino, Fernseh-Erstausstrahlung am 19. November 2018 auf 3sat.

## Inhalt
Im Frühjahr 2013 starteten Weisser und Allgaier von ihrer Heimatstadt Freiburg im Breisgau in die Welt. Der Weg führte sie in östlicher Richtung durch Europa, Asien sowie Nord- und Mittelamerika. Dabei reisten sie per Anhalter, Bus, Zug, Schiff oder gingen zu Fuß. Auf das Verkehrsmittel Flugzeug verzichteten sie bewusst. Sie lernten Menschen aus vielen unterschiedlichen Kulturkreisen kennen. Meist übernahm einer der beiden das Filmen.
Im Spätsommer 2014 erfuhr Gwen Weisser in Sibirien, dass sie schwanger war. Das Paar entschied sich, die Reise fortzusetzen und sein Kind in Mexiko zur Welt zu bringen. Auf einem Containerschiff überquerten sie ab Tokio den Pazifik. In Mexiko kauften sich die werdenden Eltern einen Bulli, den sie zu einem mobilen Familienheim umbauten. Im Mai 2015 kam Sohn Bruno zur Welt. Er verbrachte sein erstes Lebensjahr teils in einem angemieteten Haus oder unterwegs in Mexiko und in Ländern Mittelamerikas. Im Sommer 2016 kehrte die Familie zurück. Die letzte Strecke von Barcelona bis nach Freiburg (1200 Kilometer) legten Weisser und Allgaier zu Fuß zurück; mit dabei ihr Sohn, den sie trugen. Insgesamt dauerte die Weltreise über drei Jahre; die Wegstrecke betrug fast 100.000 Kilometer.

## Hintergrund
Parallel zur Reise publizierten Allgaier, der vorher als Kameramann u. a. für den Südwestrundfunk gearbeitet hatte, und Weisser ihre Erlebnisse auf einem Videoblog für die Badische Zeitung. Der Dokumentarfilm mit dem Titel Weit. Die Geschichte von einem Weg um die Welt und ein Reisemagazin (siehe folgender Abschnitt) wurden später mittels eines Crowdfunding-Projekts über die Plattform Startnext finanziert. Dabei haben fast 1.000 Unterstützer über 35.000 Euro zusammengetragen.
Der Film erreichte bis Ende 2021 in Deutschland 553.543 Kinobesucher sowie 28.136 in Österreich und 27.253 in der Schweiz.

## Weit. Ein Reisemagazin
Neben dem Film ist auch ein Reisemagazin entstanden. Auf 276 Seiten (ISBN 978-3-00-055458-2, 7. Auflage, Sonderausgabe) werden Momentaufnahmen, Gedanken, Bilder und Anekdoten präsentiert, die Allgaier und Weisser auf ihrer Reise erlebt haben. Außerdem enthält das Buch Rezepte aus den verschiedensten Ländern und über dreißig Kurzgeschichten und Illustrationen. Das Reisemagazin wurde im September 2018 mit dem Preis der Stiftung Buchkunst „Die 25 schönsten Bücher 2018“ ausgezeichnet und wird im folgenden Jahr in Ausstellungen auf der ganzen Welt präsentiert.

## Auszeichnungen
- Gilde-Filmpreis 2017 – Sonderpreis „Kinophänomen des Jahres“[11]
- Stiftung Buchkunst – Gewinner „Die 25 schönsten deutschen Bücher 2018“